# Деревенец
Деревенец — озеро в муниципальном образовании «Полистовское» Бежаницкого района Псковской области, у северного прибрежья озера Цевло.
Площадь — 1,0 км² (100,0 га). Максимальная глубина — 1,8 м, средняя глубина — 0,7 м (в нач. 1970-х годов — 6,0 и 3,0 м соответственно).
В 2 км к северу расположено урочище (бывшая деревня) Деревенец. Близлежащим к озеру населённым пунктом является деревня Цевло (в 4 км к югу) и посёлок Красный Луч (в 11 км к западу от озера).
Проточное. Относится к бассейну реки Цевла, впадающей в озеро Полисто, которая, в свою очередь, относится к бассейну реки Полисть, а она — к реке Ловать. Окружено болотом. На западе в озеро впадает река Пылка, на юге протокой соединено с озером Цевло.
Тип озера плотвично-окуневый с лещом и уклеей. Массовые виды рыб: плотва, окунь, лещ, щука, густера, уклея, золотой карась, линь, налим, вьюн, сом, язь, щиповка.
Для озера характерны: торфяно-илистое дно, в районе вытока — песок, заиленный песок, сплавины. В результате проведения торфодобычи и строительства сети мелиоративных канав озеро за последние 50 лет сильно заилилось, глубина уменьшилась почти в 3 раза.